# ズーとたのしいシマウマかぞく
『ズーとたのしいシマウマかぞく』（原題：『ZOU』）は、フランスのCyber Group Studiosが制作したテレビアニメ。このアニメの原作はマイケル・ゲイの絵本である。2013年1月7日より『ディズニー・チャンネル』内の朝の特別枠『ディズニー・ジュニア』で毎日、放送されている。その後、2014年10月1日より専門チャンネルの『ディズニージュニア』で放送開始。

## 物語の概要
本作はゼブラタウンに住む主人公のシマウマの男の子・ズーを中心とした、あるシマウマ家族のごくありふれた日常の風景をえがいている。
似たような世界観をもつアニメとして、本作同様『ディズニー・ジュニア』に属する『オリビア』があるが、本作のコンセプトの1つである「家族の絆」という点では、本作は『オリビア』よりずっと濃い描写を伴っている。
また、本作より少し前に放送を開始した『ZOO BABU』（これも『～ジュニア』枠の1つ）とタイトルは似ているが、全く無関係である。

## 登場人物
本作の登場キャラは、ポック以外の全員がシマウマである。
ズー
声 - 武田華
主人公。5歳の男の子。
ポック
ズーのペットの小鳥。
パパ
声 - 中川慶一
ママ
声 - 熊谷ニーナ
おじいちゃん
声 - 後藤哲夫
パパの父親。
おばあちゃん
声 - 加藤沙織
パパの母親。
ひいばぁば
声 - 千原江理子
おじいちゃんの母親。
エルジー
声 - 森千晃
ズーの一家の隣に住んでいる女の子。
ジーニー
ズーのいとこ。
ザック
ズーの友達。前面に「C」と書いてある赤いTシャツを常に着ている。
ゾーイさん
ザックの父親。雑貨店＆郵便局を経営している。

## サブタイトル一覧
1. ズーはコックさん / ズー　キャンプにいく
2. ズーの家出 / ズーは王様
3. ズーの郵便局 / ズーは名探偵
4. ズーのおもちゃ / ズーの山登り
5. ズーのカメラ / ズーとアリ
6. ズーのたいこ / ひまわりのゴールディ
7. ズーの火星旅行 / ズーは芸術家
8. ズーの新聞 / ズーとお医者さん
9. ズーのカカシ / ハロウィーンの宝探し
10. ズーと虹 / ズーの約束
11. ズーのトランシーバー / ズーのチェリーパイ
12. スーパー・ズー / ズーのダンス
13. ズーはマジシャン / ズーときょうりゅう
14. ズーとサッカー / ズーと自転車
15. ズーのバレンタイン / ズーといもむし
16. ズーとおしばい / ズーのサーカス
17. ズーと光るもの / ズーとゾウのわな
18. かそうパーティー / ズーのバケツ
19. 風のつよい日 / ズーとすい星
20. ズーとシマウマもよう / ズーの雨の日
21. ズーのごめんね / ズーのガレージセール